# Xorides

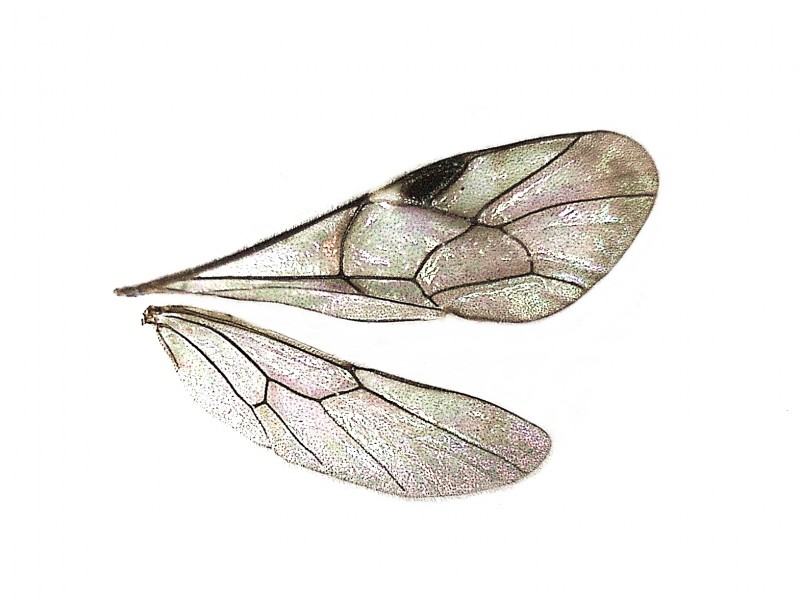
Flügel von Xorides csikii ♀

Xorides ist die artenreichste Schlupfwespengattung in der Unterfamilie Xoridinae. Die Gattung geht auf den französischen Entomologen Pierre André Latreille im Jahr 1809 zurück. Typusart ist Ichneumon indicatorius Latreille, 1809. Die Gattung Xorides ist kosmopolitisch verbreitet und mit etwa 37 Arten in der Westpaläarktis vertreten.

## Merkmale
Die Mandibeln sind einzähnig. Der subapikale Teil der weiblichen Fühlergeißeln ist gekrümmt oder gebogen, wobei sich am äußeren Profil der Krümmung oder Biegung mehrere zapfenartige Borsten befinden. Die Epomia sind gewöhnlich stark ausgeprägt sowie dorsal scharf vorspringend wie ein Zahn. Die Vorderflügel sind ohne ein Areolet (kleine Flügelzelle). Die vorderen Tibien sind gewöhnlich verdickt. Die tarsalen Klauen sind klein und einfach gestaltet. Die Area superomedia des Propodeums ist gewöhnlich vollständig, hexagonal oder pentagonal. Das zweite Tergit weist paarweise schräge basolaterale Rillen auf. Die untere Bohrerklappe des Ovipositors besitzt mehrere fast senkrechte bis deutlich schräg verlaufende Kämme.
Die Xorides-Weibchen haben mehr oder weniger gut ausgebildete Schwellungen an den vorderen und mittleren Tibien, häufig in Kombination mit Gruben, die mit subgenualen Organen (unterhalb des „Knies“) verbunden sind, um Vibrationen zu erkennen. Es wird vermutet, dass die Weibchen mit ihren Fühlern auf das Holz klopfen, um Vibrationen zu erzeugen, deren Echo die Lage von potenziellen Wirten in Hohlräumen und Tunneln verrät.

## Lebensweise
Die Schlupfwespen der Gattung Xorides sind vermutlich allesamt idiobionte Ektoparasitoide von Larven holzbohrender, xylophager Käfer. Zu den Wirten gehören hauptsächlich Bockkäfer und Prachtkäfer.

## Systematik
Die Gattung umfasst etwa 165 Arten. Diese werden von manchen Autoren zum Teil in Untergattungen gruppiert.
Im Folgenden eine Liste von Arten der Gattung Xorides:
- Xorides abaddon Morley, 1913
- Xorides aciculatus (Benoit, 1952)
- Xorides aculeatus Liu & Sheng, 1998
- Xorides albimaculatus Sheng, 2000
- Xorides albopictus (Cresson, 1870)
- Xorides alpestris (Habermehl, 1903)
- Xorides amissiantennes Wang, 1997
- Xorides annulator (Fabricius, 1804)
- Xorides annulatus (Gravenhorst, 1829)
- Xorides antennalis (Szepligeti, 1914)
- Xorides anthracinus Gupta & Chandra, 1974
- Xorides armidae Gauld, 1997
- Xorides asiasius Sheng & Hilszczański, 2009
- Xorides asperus Wang & Gupta, 1995
- Xorides ater (Gravenhorst, 1829)
- Xorides atrox Townes, 1960
- Xorides australiensis (Szepligeti, 1914)
- Xorides austriacus (Clement, 1938)
- Xorides benxicus Sheng, 2012
- Xorides berlandi Clement, 1938
- Xorides boharti Townes, 1960
- Xorides brachylabis (Kriechbaumer, 1889)
- Xorides brookei (Cameron, 1903)
- Xorides caerulescens (Morley, 1913)
- Xorides caeruleus (Cameron, 1905)
- Xorides calidus (Provancher, 1886)
- Xorides californicus (Cresson, 1879)
- Xorides carinifrons Baltazar, 1961
- Xorides centromaculatus Cushman, 1933
- Xorides cerbonei Porter, 1978
- Xorides chalybeator (Smith, 1862)
- Xorides cincticornis (Cresson, 1865)
- Xorides cinnabarius (Sheng & Hilszczański, 2009)
- Xorides citrimaculatus Wang & Gupta, 1995
- Xorides confusus Baltazar, 1961
- Xorides corcyrensis (Kriechbaumer, 1894)
- Xorides crassitibialis (Uchida, 1932)
- Xorides crudelis (Turner, 1919)
- Xorides csikii Clement, 1938
- Xorides deplanatus Sheng, 2006
- Xorides depressus (Holmgren, 1860)
- Xorides eastoni (Rohwer, 1913)
- Xorides elizabethae (Bingham, 1898)
- Xorides ephialtoides (Kriechbaumer, 1882)
- Xorides erigentis Wang & Gupta, 1995
- Xorides erythrothorax (Turner, 1919)
- Xorides euthrix Porter, 1975
- Xorides exmacularis Wang & Gupta, 1995
- Xorides exquisitus (Tosquinet, 1903)
- Xorides filiformis (Gravenhorst, 1829)
- Xorides flavopictus Baltazar, 1961
- Xorides flavotibialis Hilszczanski, 2000
- Xorides formosanus (Sonan, 1936)
- Xorides formosulus (Kokujev, 1912)
- Xorides fracticornis (Smith, 1860)
- Xorides frigidus (Cresson, 1870)
- Xorides fulgidipennis (Smith, 1858)
- Xorides fuligator (Thunberg, 1822)
- Xorides funiuensis Sheng, 2000
- Xorides furcatus Liu & Sheng, 1998
- Xorides giganticus Baltazar, 1961
- Xorides gloriosus (Szepligeti, 1914)
- Xorides gracilicornis (Gravenhorst, 1829)
- Xorides gravenhorstii (Curtis, 1831)
- Xorides harringtoni Rohwer, 1920
- Xorides hedwigi Clement, 1938
- Xorides hiatus Wang & Gupta, 1995
- Xorides hingganensis Wang & Gupta, 1995
- Xorides hirtus Liu & Sheng, 1998
- Xorides hulstaerti (Benoit, 1952)
- Xorides humeralis (Say, 1829)
- Xorides humos Gauld, 1997
- Xorides idunae Gauld, 1997
- Xorides ilignus Hilszczanski, 2000
- Xorides immaculatus Cushman, 1933
- Xorides indicatorius (Latreille, 1806)
- Xorides indicus Gupta & Chandra, 1972
- Xorides insularis (Cresson, 1879)
- Xorides investigator (Smith, 1874)
- Xorides iodes Baltazar, 1961
- Xorides irrigator (Fabricius, 1793)
- Xorides iwatensis (Uchida, 1928)
- Xorides jakovlevi (Kokujev, 1903)
- Xorides jezoensis (Matsumura, 1912)
- Xorides jiyuanensis Sheng, 2004
- Xorides juglanse Sheng, Broad & Sun, 2023
- Xorides karnaticus Gupta & Chandra, 1977
- Xorides konduensis (Benoit, 1952)
- Xorides konumensis (Uchida, 1928)
- Xorides kuandianense Sheng, Broad & Sun, 2023
- Xorides lambei (Handlirsch, 1911)
- Xorides lissopunctus Gupta & Chandra, 1972
- Xorides longicaudus Sheng & Wen, 2008
- Xorides maculatus (Benoit, 1952)
- Xorides maculiceps (Cameron, 1906)
- Xorides maculipennis (Smith, 1859)
- Xorides madronensis Ruiz-Cancino & Kasparyan, 2000
- Xorides magnificus (Mocsary, 1905)
- Xorides maudae (Davis, 1895)
- Xorides mayumbensis (Benoit, 1952)
- Xorides medius Townes, 1960
- Xorides mindanensis Baltazar, 1961
- Xorides minimus Gupta & Chandra, 1974
- Xorides minutus Clement, 1938
- Xorides mirabilis (Seyrig, 1932)
- Xorides nasensis Uchida, 1956
- Xorides neoclyti (Rohwer, 1915)
- Xorides niger (Pfeffer, 1913)
- Xorides nigricaeruleus Wang & Gupta, 1995
- Xorides nigrimaculatus Zong & Sheng, 2009
- Xorides nigristomus Gupta & Chandra, 1974
- Xorides nigrithorax Varga, 2019
- Xorides ornatus (Tosquinet, 1903)
- Xorides peniculus Townes, 1960
- Xorides philippinensis Baltazar, 1961
- Xorides pictus Townes, 1960
- Xorides pissodius Sheng & Wen, 2008
- Xorides planus Townes, 1960
- Xorides plumicornis (Smith, 1877)
- Xorides praecatorius (Fabricius, 1793)
- Xorides praestans (Tosquinet, 1896)
- Xorides propinquus (Tschek, 1869)
- Xorides propodeum (Cushman, 1933)
- Xorides rileyi (Ashmead, 1890)
- Xorides rubrator Khalaim & Ruiz-Cancino, 2007
- Xorides rudis Townes, 1960
- Xorides ruficeps (Cameron, 1903)
- Xorides rufipes (Gravenhorst, 1829)
- Xorides rufipleuralis (Cushman, 1933)
- Xorides rufofacialis Varga, 2019
- Xorides rufomaculatus (Cameron, 1905)
- Xorides rusticus (Desvignes, 1856)
- Xorides sapporensis (Uchida, 1928)
- Xorides scaber (Gravenhorst, 1829)
- Xorides secos Gauld, 1997
- Xorides sejugatus (Brues, 1910)
- Xorides semirufus Townes, 1960
- Xorides sepulchralis (Holmgren, 1860)
- Xorides serratitibia (Enderlein, 1914)
- Xorides shevyrevi (Meyer, 1926)
- Xorides similis (Benoit, 1952)
- Xorides simoni Varga, 2019
- Xorides sinoxyli Sedivy, 1996
- Xorides smithi (Schmiedeknecht, 1907)
- Xorides spectabilis (Tosquinet, 1903)
- Xorides splendens (Brues, 1918)
- Xorides stepposus Kasparyan, 1981
- Xorides stigmapterus (Say, 1824)
- Xorides strandi (Clement, 1938)
- Xorides syrinx Gauld, 1997
- Xorides tamora Gauld, 1997
- Xorides tarsalis (Szepligeti, 1914)
- Xorides thanatos Gauld, 1997
- Xorides tornatus (Schiodte, 1839)
- Xorides townesi Baltazar, 1961
- Xorides tumidus Sheng & Wen, 2008
- Xorides tuqiangensis Sheng, 1998
- Xorides vitalisi (Turner, 1919)
- Xorides vitiosus (Turner, 1919)
- Xorides weii Sheng, 2002
- Xorides wenzeli Gauld, 1997
- Xorides xanthisma Porter, 1975
- Xorides xylotrechi Varga, Maqbool & Wachkoo, 2022
- Xorides yamai Gauld, 1997